# Josef Maschat
Josef Maschat (* 20. September 1874 in Wien; † 9. Juni 1943 in München) war ein österreichischer Verwaltungsbeamter und Manager. Von 1924 bis 1926 war er Generaldirektor der Österreichischen Bundesbahnen (ÖBB).

## Biografie
Maschat war Sohn eines Fürstlich Schwarzenberg'schen Gutsverwalters. Nach einem Studium der Rechtswissenschaften wurde Maschat 1907 ins k. u. k. Finanzministerium (Abteilung  für Eisenbahn- und Schiffahrtswesen) berufen und wechselte 1914 in den Obersten Rechnungshof, wo er als Experte für das Bahnwesen im Rang eines Hofrats tätig war. 1923 wurde er im Rahmen der Ausgliederung der Bahn aus dem Bundeshaushalt zum Finanzdirektor der ÖBB, im Folgejahr zum Generaldirektor des Unternehmens ernannt. Maschat machte sich um die Einführung der doppelten Buchhaltung sowie eine Reihe wichtiger Neuregelungen im Verwaltungsdienst verdient. 
Gemeinsam mit seinem Nachfolger Rudolf Foest-Monshoff war Maschat in eine Affäre um einen „Geheimfonds“ in den ÖBB verwickelt und wurde schließlich nach einem Zivilprozess im Jahr 1934 dazu verurteilt, Rückzahlungen an das Unternehmen zu leisten.
Maschat war Schwager des Schauspielers Ernst Nadherny.